# Christian Grimm (Jurist)
Christian Grimm (* 6. Februar 1949 in Triftern) ist ein deutscher Jurist und Schriftsteller.

## Leben
Christian Grimm wurde 1949 in Triftern in Niederbayern geboren. 1968 machte er sein Abitur am Gymnasium Pfarrkirchen. Von 1968 bis 1970 absolvierte er seinen Wehrdienst in Berchtesgaden. Er studierte Jura und Philosophie von 1970 bis 1976 an der Ludwig-Maximilians-Universität München und an der Universität Konstanz. Nach den juristischen Staatsexamina 1975 und 1978 war er Wissenschaftlicher Mitarbeiter  bei Ekkehart Stein am Lehrstuhl für Öffentliches Recht an der Universität Konstanz. Mit der Dissertationsschrift „Allgemeine Wehrpflicht und Menschenwürde“ wurde er 1982 zum Dr. iur. promoviert. 1980 bis 1986 arbeitete er als Jurist bei der Landeshauptstadt München. 1986 erhielt er eine Professur für Agrar- und Umweltrecht an der Hochschule für angewandte Wissenschaften Weihenstephan-Triesdorf, die er bis 2013 innehatte.
Grimm ist Mitglied in der Deutschen Gesellschaft für Agrarrecht (DGAR), der Österreichischen Gesellschaft für Agrarrecht (ÖGAR), dem Freien Deutscher Autorenverband (FDA) und dem Kulturverein Modern Studio Freising.
Christian Grimm lebt und arbeitet in Freising und im italienischen Avacelli.

## Werke

### Wissenschaftliche Schriften (Auswahl)
- Allgemeine Wehrpflicht und Menschenwürde, Duncker & Humblot, Berlin 1982.
- Verfassungsrechtliche und rechtspolitische Anmerkungen zum Phänomen der Wandparolen. In: Bayerische Verwaltungsblätter, Heft 5 (1984).
- Freiwilliger Waffendienst für Frauen. In: Zeitschrift für Rechtspolitik, Heft 11 (1987).
- Wehrpflicht, Wehrdienst, Kriegsdienstverweigerung. In: Sommer, von Westphalen (Hrsg.): Staatsbürgerlexikon, R. Oldenbourg Verlag, München 1998.
- Der Weg der Frauen ans Gewehr. In: Brohm/Denninger/Hailbronner u. a. (Hrsg.): Festschrift für E. Stein, Mohr Siebeck Verlag, Tübingen 2002.
- Die Grenzen des Umweltrechts bei der Umweltsicherung. In: Schriftenreihe der Fachhochschule Weihenstephan, Band 1 (1987).
- Lebensmittelkennzeichnung und Gentechnik. In: Recht der Landwirtschaft, Heft 5 (1997).
- Rechtliche Instrumente für den Schutz und die Entwicklung der ländlichen Räume. In: Agrarrecht, Landwirtschaftsverlag, Münster-Hiltrup, Heft 7  (1998).
- Landwirtschaft und Ökologie In: Schink/Schroeder u. a. (Hrsg.), Nomos Verlag, Baden-Baden 1998.
- Direktvermarktung und ihre Bedeutung für die Landwirtschaft. In: Schriftenreihe des Instituts für Landwirtschaftsrecht an der Universität Passau, Band 8 (2000).
- Von der Landwirtschaft zur Wirtschaft auf dem Lande. In: Agrarrecht, Landwirtschaftsverlag, Münster-Hiltrup, Heft 1 (2001).
- Auswirkungen des Strukturwandels auf das Agrarrecht. In: Agrarrecht, Landwirtschaftsverlag, Münster-Hiltrup, Heft 3 (2002).
- Landwirtschaft. In: Heun, u. a. (Hrsg.): Evangelisches Staatslexikon, 2006.
- Agrarrecht im Lichte des Öffentlichen Rechts. Neuer Wissenschaftsverlag, Wien 2007.
- Die europäische Umwelthaftungsrichtlinie und ihre Umsetzung in Deutschland und Frankreich. In: Agrar- und Umweltrecht, Landwirtschaftsverlag, Münster-Hiltrup, Heft 10 (2008).
- Landwirtschaft und Ethik. In: Jahrbuch des Agrarrechts, Band 10 (2010).
- Agrarrecht, 4. Auflage, Verlag C.H.Beck, München 2015.[3]